# Disiz

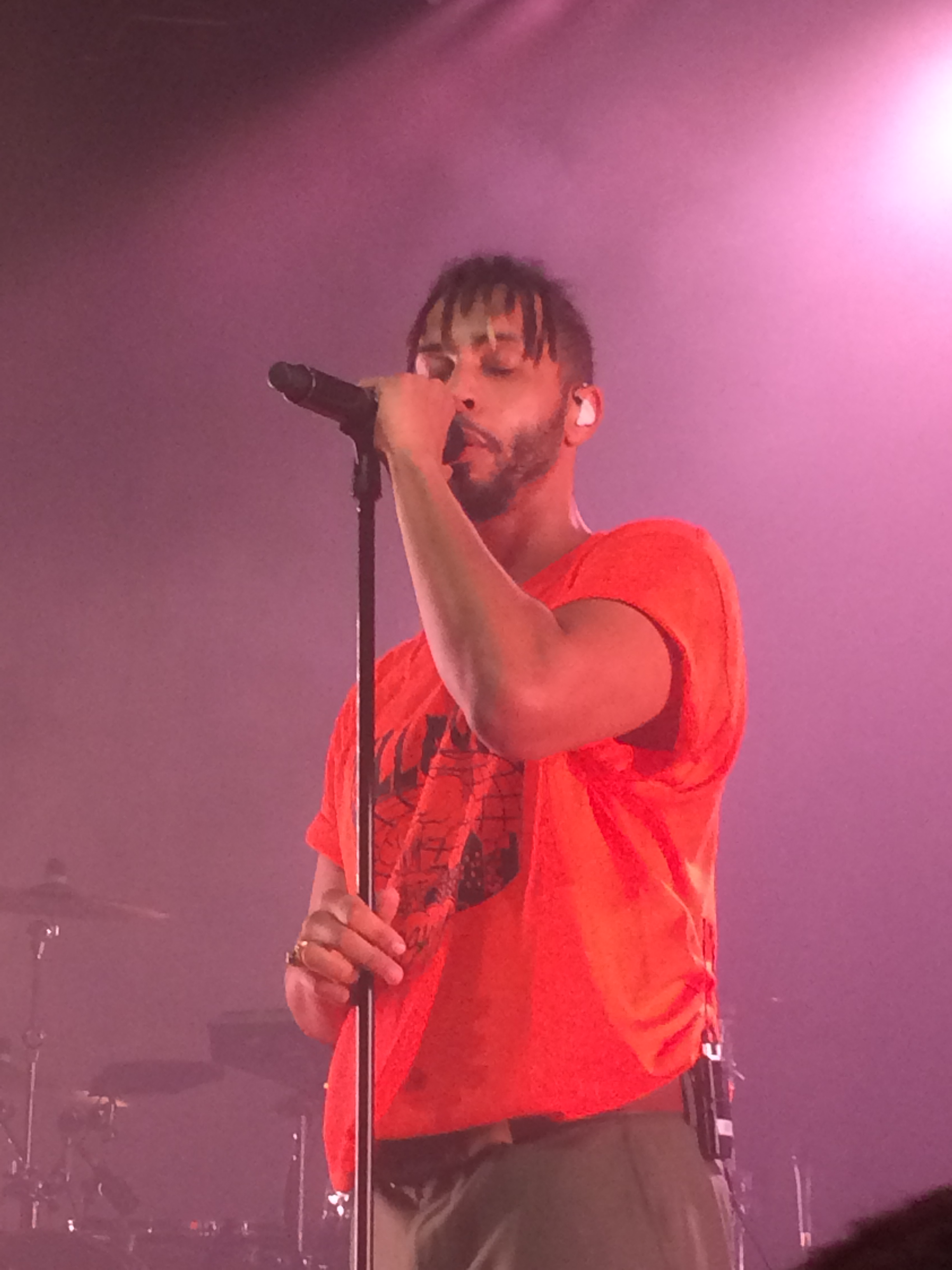
Disiz (2019)

Disiz (ausgesprochen Dissis; * 22. März 1978 in Amiens; bürgerlicher Name Serigne M’Baye Gueye), auch bekannt als Disiz la Peste, ist ein französischer Rapper und Schauspieler.

## Biografie
Disiz ist Sohn einer belgischen Mutter und eines senegalesischen Vaters. Er wuchs mit Rap auf und hörte die französischen Rap-Gruppen NTM und IAM. Er war Fan der Gruppe Pfandrimeurs, die ihn schließlich durch ihre Musik zum Rappen inspirierte. Im Alter von 18 Jahren wurde er unter dem Rappernamen Disiz la Peste durch ein Demo-Tape namens Bête de bombe von Joey Starr, einem der Mitglieder von NTM, entdeckt. Er war auch als Schauspieler tätig und spielte im Film Taxi 2 mit, zu dessen Soundtrack er außerdem Musik beigesteuert hat.
Sein erstes Album, Le poisson rouge, zu deutsch der Goldfisch, verkaufte sich 200.000 Mal und erhielt Doppelgold. Die Single J'pète les plombs, auf Deutsch Ich flippe aus machte ihn im Alter von 19 Jahren berühmt und wurde mit Gold ausgezeichnet.
2004 und 2005 erschienen sein zweites (Itinéraire d'un enfant bronzé) und drittes Album (Les Histoires extraordinaires d'un jeune de banlieue).
Im Jahr 2009 kündigte er mit seinem vierten Album Disiz the End an, dass er seine Rap-Karriere beenden würde, da der französische Rap für ihn eine falsche Entwicklung genommen hätte, was auf Unverständnis unter seinen Fans stieß. Er begann unter dem Namen Disiz Peter Punk Rockmusik zu spielen und veröffentlichte 2010 das Album Dans le ventre du crocodile, das es allerdings nicht in die französischen Charts schaffte.
2012 kehrte er mit seiner EP Lucide zum französischen Rap zurück. Wie schon beim letzten Rapalbum nannte er sich nur noch kurz Disiz. Kurz danach erschien das Album Extra-Lucide als Teil der Lucide-Trilogie. 2014 folgte Transe-Lucide.

## Diskografie

### Alben
| Jahr | Titel                                                 | Höchstplatzierung, Gesamtwochen, AuszeichnungChartplatzierungen (Jahr, Titel, Platzierungen, Wochen, Auszeichnungen, Anmerkungen) | Höchstplatzierung, Gesamtwochen, AuszeichnungChartplatzierungen (Jahr, Titel, Platzierungen, Wochen, Auszeichnungen, Anmerkungen) | Höchstplatzierung, Gesamtwochen, AuszeichnungChartplatzierungen (Jahr, Titel, Platzierungen, Wochen, Auszeichnungen, Anmerkungen) | Anmerkungen                              |
| Jahr | Titel                                                 | FR | BEW | CH | Anmerkungen                              |
| ---- | ----------------------------------------------------- | --- | --- | --- | ---------------------------------------- |
| 2000 | Le poisson rouge                                      | FR5 ×2Doppelgold · (24 Wo.)FR | — | — |                                          |
| 2003 | Jeu de société                                        | FR31 (5 Wo.)FR | — | — |                                          |
| 2005 | Les histoires extra-ordinaires d’un jeune de banlieue | FR30 (17 Wo.)FR | — | — |                                          |
| 2009 | Disiz the End                                         | FR45 (9 Wo.)FR | BEW74 (4 Wo.)BEW | — | Erstveröffentlichung: 22. Mai 2009       |
| 2012 | Lucide                                                | FR21 (4 Wo.)FR | — | — |                                          |
| 2012 | Extra-lucide                                          | FR6 (7 Wo.)FR | BEW22 (18 Wo.)BEW | — | Erstveröffentlichung: 29. Oktober 2012   |
| 2014 | Transe-lucide                                         | FR14 (6 Wo.)FR | BEW18 (12 Wo.)BEW | CH52 (1 Wo.)CH | Erstveröffentlichung: 3. März 2014       |
| 2015 | Rap Machine                                           | FR12 (4 Wo.)FR | BEW26 (9 Wo.)BEW | — |                                          |
| 2017 | Pacifique                                             | FR8 Gold · (41 Wo.)FR | BEW38 (26 Wo.)BEW | CH49 (1 Wo.)CH | Erstveröffentlichung: 9. Juni 2017       |
| 2018 | Disizilla                                             | FR11 (9 Wo.)FR | BEW14 (7 Wo.)BEW | CH55 (1 Wo.)CH | Erstveröffentlichung: 14. September 2018 |
| 2022 | L’amour                                               | FR4 Platin · (151 Wo.)FR | BEW7 Gold · (37 Wo.)BEW | CH33 (2 Wo.)CH | Erstveröffentlichung: 18. März 2022      |

Weitere Alben
- 2003: Disizenkane
- 2004: Itinéraire d'un enfant bronzé
- 2004. Fuckdat.FM
- 2005. Dans tes rêves
- 2010: Dans le ventre du crocodile

### Singles
| Jahr | Titel Album                                                             | Höchstplatzierung, Gesamtwochen, AuszeichnungChartplatzierungen (Jahr, Titel, Album, Platzierungen, Wochen, Auszeichnungen, Anmerkungen) | Höchstplatzierung, Gesamtwochen, AuszeichnungChartplatzierungen (Jahr, Titel, Album, Platzierungen, Wochen, Auszeichnungen, Anmerkungen) | Höchstplatzierung, Gesamtwochen, AuszeichnungChartplatzierungen (Jahr, Titel, Album, Platzierungen, Wochen, Auszeichnungen, Anmerkungen) | Anmerkungen                                                                        |
| Jahr | Titel Album                                                             | FR | BEW | CH | Anmerkungen                                                                        |
| --- | ----------------------------------------------------------------------- | --- | --- | --- | ---------------------------------------------------------------------------------- |
| 2000 | J’pète les plombs Le poisson rouge                                      | FR6 (24 Wo.)FR | BEW4 (15 Wo.)BEW | CH33 (18 Wo.)CH | Erstveröffentlichung: 13. September 2000                                           |
| 2000 | Lettre ouverte –                                                        | FR36 (24 Wo.)FR | BEW4 (15 Wo.)BEW | — | Erstveröffentlichung: 26. September 2000 One Shot presente Disiz La Peste & Jalane |
| 2000 | Le poisson rouge                                                        | FR55 (13 Wo.)FR | — | — |                                                                                    |
| 2001 | Ghetto Sitcom Le poisson rouge                                          | FR36 (11 Wo.)FR | — | — |                                                                                    |
| 2001 | Volte face –                                                            | FR80 (3 Wo.)FR | — | — | mit Busta Flex                                                                     |
| 2005 | Dans tes rêves Les histoires extra-ordinaires d’un jeune de banlieue    | FR37 (15 Wo.)FR | — | — |                                                                                    |
| 2005 | Métis(se) Les histoires extra-ordinaires d’un jeune de banlieue         | FR11 (20 Wo.)FR | BEW22 (12 Wo.)BEW | CH41 (10 Wo.)CH | Erstveröffentlichung: 30. Juni 2005 mit Yannick Noah                               |
| 2005 | Inspecteur Disiz Les histoires extra-ordinaires d’un jeune de banlieue  | FR43 (13 Wo.)FR | — | — |                                                                                    |
| 2006 | Jeune de banlieue Les histoires extra-ordinaires d’un jeune de banlieue | FR44 (19 Wo.)FR | — | — |                                                                                    |
| 2012 | Extra-lucide Extra-Lucide                                               | FR120 (2 Wo.)FR | — | — |                                                                                    |
| 2012 | Best Day Extra-Lucide                                                   | FR156 (1 Wo.)FR | — | — | Erstveröffentlichung: 22. Oktober 2012 feat. Autumn Rowe                           |
| 2013 | Le rap c mieux –                                                        | FR163 (2 Wo.)FR | — | — |                                                                                    |
| 2013 | F**k les problèmes –                                                    | FR186 (2 Wo.)FR | — | — | Erstveröffentlichung: 2. Dezember 2013                                             |
| 2014 | Rap Genius Transe-Lucide                                                | FR73 (2 Wo.)FR | — | — |                                                                                    |
| 2014 | Burn Out (Sayonara) Transe-Lucide                                       | FR62 (2 Wo.)FR | — | — |                                                                                    |
| 2015 | Abuzeur Rap Machine                                                     | FR157 (1 Wo.)FR | — | — | Erstveröffentlichung: 13. Mai 2015                                                 |
| 2017 | Autre espèce Pacifique                                                  | FR115 (1 Wo.)FR | — | — |                                                                                    |
| 2017 | Splash Pacifique                                                        | FR193 (1 Wo.)FR | — | — | Erstveröffentlichung: 5. Mai 2017                                                  |
| 2018 | Hiroshima Disizilla                                                     | FR120 (1 Wo.)FR | — | — | Erstveröffentlichung: 24. August 2018                                              |
| 2022 | Poids lourd L’amour                                                     | FR158 (2 Wo.)FR | — | — | Charteinstieg: 18. Februar 2022                                                    |
| 2022 | Rencontre L’amour                                                       | FR1 Diamant · (68 Wo.)FR | BEW11 Gold · (13 Wo.)BEW | CH28 (7 Wo.)CH | Charteinstieg: 27. März 2022 feat. Damso                                           |
| Folgende Lieder erschienen nicht als Single, wurden aber durch das Album zum Download und Streaming bereitgestellt und konnten somit eine Platzierung erlangen: |                                                                         | | | |                                                                                    |
| |                                                                         | | | |                                                                                    |
| 2022 | Sublime L’amour                                                         | FR122 Gold · (3 Wo.)FR | — | — |                                                                                    |
| 2022 | Casino L’amour                                                          | FR133 Gold · (2 Wo.)FR | — | — |                                                                                    |
| 2022 | Poids lourd L’amour                                                     | FR158 (1 Wo.)FR | — | — |                                                                                    |
| 2022 | Tue l’amour L’amour                                                     | FR175 (1 Wo.)FR | — | — |                                                                                    |
| 2022 | Beaugarçonne L’amour                                                    | FR176 (1 Wo.)FR | — | — | feat. Prinzly                                                                      |
| 2022 | Weekend Lover L’amour                                                   | FR186 (1 Wo.)FR | — | — |                                                                                    |

Weitere Lieder
- 2017: Qu’ils ont de la chance (FR: Gold)